# Samsung Galaxy A11
Samsung Galaxy A11 - это Android - смартфон начального уровня разработанный Samsung Electronics. Впервые он был анонсирован 13 марта 2020 года как преемник Samsung Galaxy A10. Аналогичное устройство, Galaxy M11, было впервые выпущено в марте 2020 года, но с аккумулятором большей емкости (5000 мАч).

## Дизайн
Galaxy A11 значительно менее компактен, чем его предшественник, его размеры составляют 161,4 x 76,3 x 8 мм, а вес - 177 г, что на 9 г больше, чем у A10. Внешне Galaxy A11 довольно похож на Galaxy A10. Он имеет тонкий ободок вокруг дисплея, при этом нижний ободок значительно больше. Оба телефона оснащены сканером отпечатков пальцев на задней панели. Однако массив камеры является самым большим различием в дизайне между A10 и A11. Хотя камеры обоих телефонов заключены в небольшой вертикальный овал, в A11 есть дополнительная камера (что делает овал больше по вертикали), а вспышка была перемещена вправо от датчика глубины (самой верхней камеры), а не под овал. Кроме того, изменился дизайн фронтальной камеры. У A10 был каплевидный вырез, а у A11 - отверстие в левом верхнем углу. Также на A11 все физические кнопки расположены на правой стороне, в то время как на A10s кнопки регулировки громкости находились слева. A11 поставляется в четырех различных цветах: Черный, Белый, Красный и Синий.

## Технические характеристики

### Аппаратное обеспечение
Samsung Galaxy A11 оснащен 6,4-дюймовым PLS TFT дисплеем с разрешением 1560x720 (HD+). Телефон имеет 1,8 ГГц восьмиядерный процессор, Qualcomm Snapdragon 450 SoC, и поставляется с 32 ГБ памяти (которую можно расширить с помощью карты microSD до 512 ГБ) и 2 или 3 ГБ оперативной памяти. Телефон оснащен аккумулятором емкостью 4000 мАч и поддерживает быструю зарядку 15 Вт..

#### Камеры
В отличие от Galaxy A10, у которого была только одна задняя камера, у A11 их три. Характеристики основной камеры практически не изменились, за исключением небольшого увеличения диафрагмы (f/1.8, по сравнению с f/1.9). A11 также оснащен сверх широкоугольной камерой, которая представляет собой 5-Мп сенсор с объективом f/2.2. A11 также оснащен датчиком 2 МП, f/2.4 для получения информации о глубине. Фронтальная камера получила увеличение до 8 МП (по сравнению с 5 МП).

### Программное обеспечение
Galaxy A11 поставляется с Android 10 под One UI 2 и недавно начал получать обновление Android 11 и One UI 3 в некоторых регионах. Вскоре он получил последнее обновление программного обеспечения One UI 4/ Android 12.
1. ↑  O Donnell, Deirdre. .0.html The Samsung Galaxy A11 уже здесь, после сдержанного дебюта (недоступная ссылка — .0.html история). notebookcheck (14 марта 2020). Дата обращения: 20 марта 2020.
2. ↑  Samsung Galaxy A11 Цена в Индии, характеристики, сравнение (19 марта 2020) (англ.). NDTV Gadgets 360. Дата обращения: 19 марта 2020. Архивировано 20 сентября 2020 года.
3. ↑  Обзор Samsung Galaxy A11: Pros and Cons [2020] (англ.). DroidChart.com. Дата обращения: 24 марта 2020. Архивировано 24 марта 2020 года.
4. ↑  Galaxy A11 (англ.). Samsung Mobile Press | Samsung Mobile press Official website. Дата обращения: 20 марта 2020. Архивировано 16 декабря 2021 года.